# Bertie Higgins
Bertie Higgins, pseudonimo di Elbert Joseph Higgins (Tarpon Springs, 8 dicembre 1944), è un cantautore statunitense, particolarmente noto negli anni 80.

## Carriera
Higgins è nato a Tarpon Springs, in Florida, ed è di origine portoghese, irlandese e tedesca. Ha dichiarato di essere imparentato con il poeta tedesco Johann Wolfgang von Goethe. Higgins ha iniziato la carriera nel mondo dello spettacolo all'età di dodici anni come ventriloquo, poi ha vinto alcuni premi in concorsi per talenti locali ed è diventato uno degli intrattenitori preferiti nelle assemblee scolastiche di Tampa Bay.
Dopo il diploma alla Tarpon Springs High School, si è iscritto al St. Petersburg College per studiare giornalismo e belle arti, ma ha lasciato il college per diventare batterista nella band di Tommy Roe e, successivamente, nel gruppo The Roemans. In questo periodo, ha suonato in tournée al fianco di artisti come Rolling Stones, The Beach Boys, Tom Jones, Manfred Mann, Peter and Gordon, The Dave Clark Five e Roy Orbison.
Stanco della vita di strada e desideroso di intraprendere la propria carriera musicale, Higgins ha abbandonato The Roemans ed è tornato in Florida, dove ha iniziato a scrivere musiche e testi. Alcuni produttori musicali, come Bob Crewe, Phil Gernhard e Felton Jarvis, si sono interessati a lui e hanno contribuito alla crescita del giovane cantautore, che ha cominciato ad essere richiesto per suonare in tutto lo stato. In questo periodo ha anche incontrato l'attore e regista Burt Reynolds, che lo ha istruito nella scrittura di sceneggiature per il cinema.
Nel 1980, Higgins si è trasferito ad Atlanta e ha conosciuto il produttore discografico Sonny Limbo, che ha organizzato un incontro tra lui e l'editore musicale Bill Lowery, già conosciuto da Higgins tramite Tommy Roe durante il periodo come batterista.
Higgins stava lavorando a una canzone su una storia d'amore fallita e ha presentato il montaggio preliminare a Lowery e Limbo: entrambi lo hanno aiutato a perfezionare il testo della canzone che è divenuto poi "Key Largo", in riferimento all'omonimo film di Humphrey Bogart e Lauren Bacall.
Higgins ha presentato la prima registrazione alla Kat Family Records, una neonata società di distribuzione della CBS/Sony. Dopo un iniziale rifiuto, la Kat Family Records ha accettato di pubblicare il singolo: la canzone ha raggiunto l'ottava posizione della Billboard Hot 100 degli Stati Uniti, la prima posizione della classifica Billboard Hot Adult Contemporary Tracks e la cinquantesima posizione della classifica Billboard Hot Country Songs.
Forte del successo della canzone, nel 1982 è stato pubblicato un album intitolato Just Another Day in Paradise, dal quale sono stati tratti altri singoli, come "Just Another Day in Paradise", "Casablanca" e "Pirates and Poets".
Higgins e la sua band hanno quindi cominciato (e proseguito per diversi anni) tournée in tutto il mondo.
Nel 1983 la cantante jazz Nancy Wilson ha registrato una versione della canzone originale di Bertie Higgins "Casablanca" per la EMI Records.

## Altre attività
Higgins ha fatto parte del consiglio di amministrazione dell'Atlanta Chapter dell'Academy of Recording Arts and Sciences per diversi anni.
Si è dedicato anche alla produzione cinematografica con i figli Julian e Aaron, producendo Poker Run (2009) e Beast Beneath (2011), entrambi diretti da Julian Higgins e distribuiti dalla Entertainment One.
Nel 2012 ha prodotto e co-firmato la sceneggiatura di The Colombian Connection, con Robert Thorne e Tom Sizemore, e nel 2014 ha co-diretto con Darren Dowler la commedia Christmas in Hollywood.
Higgins è stato inserito nella Florida Music Hall of Fame con un premio alla carriera nel gennaio 2016 insieme a Jimmy Buffett, Julio Iglesias e Tom Petty. Nel 2019 è stato anche inserito nella Florida Artists Hall of Fame.
Nel 2009 la canzone "Key Largo" è stata inserita al 75º posto nella classifica delle 100 Greatest One-Hit Wonders degli anni '80 da VH1.
I fan di Bertie Higgins sono noti per essere chiamati "Boneheads", senza alcuna connotazione politica o dispregiativa del termine.

## Discografia

### Album in studio
- 1982 – Just Another Day in Paradise (Epic)
- 1983 – Pirates and Poets (Kat Family/CBS)
- 1985 – Gone With the Wind (CBS, Giappone)
- 1991 – Back to the Island (Polydor, Giappone)
- 1994 – Back to the Island (Southern Tracks)
- 1999 – Trop Rock (Key Largo)
- 2003 – Island Bound (Sony)
- 2008 – A Buccaner's Diary (Key Largo)
- 2009 – Captiva (Toucan Cove/Universal)
- 2012 – Year of the Dragon (Toucan Cove/Universal)
- 2014 – Bertie Higgins, Live (Toucan Cove/Universal)
- 2016 – Gold From My Treasure Chest (Toucan Cove/Universal) (covers)
- 2016 – Scrap Book (Toucan Cove/Universal)
- 2016 – Forever Casablanca (Huayi Brothers Media)
- 2019 – Wanted (Toucan Cove/Universal)

### Raccolte
- 2007 – The Ultimate Collection (Madacy)
- 2008 – The Essential Playlist (Toucan Cove/Universal)
- 2014 – The Very Best of Trop Rock (Toucan Cove/Universal) (+1 canzone nuova)
- 2014 – Cowboys of the Caribbean (Toucan Cove/Universal) (+4 canzoni nuove)
- 2015 – The World's Greatest Lover (Huayi Brothers Media) (+3 canzoni nuove)
- 2015 – Dancing in the Tradewinds (Toucan Cove/Universal) (+1 canzone nuova)
- 2021 – Greatest Hits (Toucan Cove/Universal)

### Singoli
- 1981 – Key Largo
- 1982 – Just Another Day in Paradise
- 1982 – Casablanca
- 1982 – Port O Call
- 1983 – When You Fall in Love
- 1983 – Pirates and Poets
- 1983 – Tokyo Joe
- 1988 – You Blossom Me
- 1989 – Homeless People
- 2014 – Cowboys of the Caribbean
- 2015 – The Flag's on Fire
- 2015 – The World's Greatest Lover
- 2017 – Son of a Beach